# Oberto, Conte di San Bonifacio
Oberto, Conte di San Bonifacio és una òpera en dos actes de Giuseppe Verdi amb llibret d'Antonio Piazza i Temistocle Solera. Va ser estrenada al Teatro alla Scala de Milà el 17 de novembre de 1839. És la primera òpera estrenada de Verdi.

## Origen i context
Verdi arriba a Milà el maig de 1832 i en no ser admès al Conservatori es converteix en alumne de Vincenzo Lavigna, que des de 1809 ocupava el càrrec de maestro al cembalo del teatre de La Scala. Aquest li va presentar, al començament de 1834, Pietro Massini, director de l'Orquestra Filharmònica de Milà. En la tardor d'aquest any, Verdi torna a Busseto, però per Nadal està novament a Milà i reprèn el contacte amb Massini. Ja en l'etapa anterior havien comentat els dos músics la possibilitat d'escriure una òpera. De fet, Massini havia entaulat contacte amb el comte Ottavio Tasca perquè li escrivís un llibret, llibret promès però mai realitzat. L'absència d'un text impossibilitava l'escriptura d'una òpera i Massini va presentar Verdi a un escriptor que col·laborava en aquesta època en la Gazzetta Privilegiata di Milano i en la Rivista Europea: Antonio Piazza.
La història d'Oberto està indiscutiblement lligada a la primera composició d'una òpera per part de Verdi. Però si bé Oberto va ser la seva primera òpera representada, en realitat va ser la segona que va compondre. Verdi, en una carta escrita a Massini el 1836 parla d'una certa òpera de nom Rocester, amb text de Piazza. Verdi havia rebut l'encàrrec d'una òpera amb aquest títol, que havia de ser estrenada a Parma. Se suposa que en va concloure la partitura la primavera de 1838. En una altra escrita a Sant'Agata, el 14 de maig de 1871 i adreçada a Emilio Seletti, Verdi diu: "Oberto di S. Bonifacio va ser revisat i ampliat per Solera en un llibret anomenat Lord Hamilton d'Antonio Piazza". Tenim doncs dos títols inicials per als llibrets de Piazza: Rocester i Lord Hamilton, i Oberto és en realitat una amalgama d'aquests textos inicials, que després de la revisió de Solera acabaria portant el títol amb què es va estrenar; de manera que Verdi empraria part de la música escrita per a aquestes obres en la que finalment va ser la seva primera òpera.

## Representacions
Composta durant l'hivern de 1837-1838, començà els assajos a la Scala la primavera de 1839. Verdi estava molt nerviós perquè havia treballat moltíssim amb Oberto i veia impotent com els esdeveniments li anaven en contra. Bartolomeo Merelli el cridà per parlar de l'estrena de l'òpera per la tardor. També li oferí la seva ajuda per millorar l'obra a nivell escènic, i li aconsellà que visités el llibretista Temistocle Solera. A partir d'aquí s'enceta una pròspera relació entre el mestre i el llibretista que els portà a col·laborar en el futur. Després de les baixes dels solistes inicialment previstos (entre ells Giuseppina Strepponi) i d'alguns retocs, l'òpera es va estrenar a la Scala el 17 de novembre de 1839 amb Ignazo Marini, Antonetta Marini, Mary Shaw, Lorenzo Salvi i Marietta Sacchi.
Sense poder qualificar-se de triomf, l'òpera va recollir un autèntic èxit de públic i de crítica, i a poc a poc va anar representant-se en tots els teatres italians.
La factura d'Oberto és la d'un Verdi hereu dels grans mestres de l'òpera italiana (les àries segueixen, en efecte, la forma convencional denominada "Codi Rossini") però se separa del bel canto i de la coloratura.

## Argument
- Lloc: El castell Ezzelino, a Bassano
- Temps: cap a 1228

### Acte I
Riccardo, comte de Salinguerra, ha de casar-se amb Cuniza, germana d'Ezzelino, i portar la pau al poble de Bassano. Entra al castell de Bassano, però llavors apareix Leonora, a qui temps enrere havia traït i abandonat, amb el propòsit d'impedir el casament. L'acompanya son pare Oberto, decidit a protegir-la. Més tard, Oberto i la seua filla es fan rebre per Cuniza, a qui Leonora confessa el que ha succeït amb Riccardo. Cuniza li promet que l'ajudarà a fer justícia, i després d'haver conduït Oberto a una sala annexa, fa cridar el seu promès. Cuniza li mostra Leonora, però el comte sense immutar-se declara haver abandonat la noia perquè li havia estat infidel. Mentre Leonora protesta indignada, irromp Oberto que jura matar Riccardo després d'haver sentit les seues paraules.

### Acte II
Cuniza, convençuda de la bona fe de Leonora, li confia a una donzella que sacrificarà el seu amor per tal d'obligar el comte de Salinguerra a casar-se amb Leonora. Mentrestant Oberto reta a Riccardo a un duel, Riccardo intenta evitar-lo però Oberto comença la lluita. En aquest moment apareixen Leonora i Cuniza, i aquesta darrera ordena a Riccardo contraure matrimoni amb Leonora. Sense fer-se notar, Oberto proposa al rival que fingisca consentir, però l'adverteix que l'esperarà en un bosc proper per continuar la lluita. Poc després un grup de cavallers sent soroll d'espases provinent del bosc i hi acudeix, però just en aquest moment Oberto cau ferit de mort. Riccardo, ple de remordiments, fuig desesperat mentre arriben Cuniza i poc després Leonora, que ha descobert el cos del pare. Cuniza consola Leonora prometent-li amistat i protecció, però Leonora, sentint-se responsable de tot el que ha ocorregut decideix entrar en un convent per dedicar-se a una vida d'expiació.

## Anàlisi musical
Com era habitual en aquella època, Verdi va escriure aquesta òpera pensant les virtuts i febleses dels cantants que l'estrenarien. Va ser escrita per als quatre protagonistes (i no com habitualment es feia, que era per a tres). Verdi va escriure el paper de Cuniza pensant en les limitacions de la veu de Mary Shaw i sent conscient dels bons greus de Rainieri-Marini. Ignazio Marini, el baix que canta el paper protagonista, va ser un "intèrpret amb una impressionant veu i un rang dinàmic", per qui Verdi va escriure més tard el paper d'Attila. La Marini va ser indubtablement gratificant per Verdi, ja que segurament va ser qui més va ajudar-lo a salvar la majoria de noves representacions de l'òpera durant els pròxims anys on va interpretar el paper de Leonora en quatre de cinc ocasions.
Per la reestrena del 1840, després del fracàs d'Un giorno di regno, el paper de Cuniza va ser interpretat per Luigia Abbadia i és per això que Verdi va escriure una ària inicial al primer acte i un duet per Cuniza i Ricardo també a l'acte primer.